# Тексако
«Тексако» — американская компания, основана в 1902 под названием «The Texas Co.». Специализируется на разведке, добыче и переработке нефти и природного газа, а так же производстве нефтехимической продукции. Ведёт исследовательские работы в области использования альтернативных источников энергии. Нефть и природный газ добывает непосредственно и через сеть дочерних и ассоциированных компаний в США и в 16 других странах. Располагает сбытовой сетью в 150 странах.
Основана в городе Бомонт, штат Техас, в 1902 году. Впервые звезда на логотипе Texaco появилась в 1903 году, когда 19-летний итальянский рабочий нефтеперерабатывающего завода предложил использовать пятиконечный символ Техаса. Позже он добавил зелёную букву «Т» — цветовую схему, которую он, вероятно, позаимствовал у итальянского флага. Со временем логотип изменился. В компанию влились новые бренды, такие как Havoline Oil, когда приобрели Indian Refining Company в 1931 году.
Нынешняя версия звезды Texaco и современный дизайн заправочных станций были созданы в 1981 году. 
В 1984 поглотила крупную американскую нефтяную компанию "Getty Oil Со".
В 2001 году Texaco и Chevron объединились и образовали Chevron-Texaco. Вскоре после этого добавили очищающую способность под названием Techron в каждый сорт бензина продаваемый компанией.
На сегодня компания Тексако представлена в 16 штатах и странах по всему миру.
Компания имеет 35 нефтеперерабатывающих заводов общей годовой мощностью 111 млн. тон, 51 танкер общим дедвейтом 5,1 млн. тон, сетью трубопроводов, имеет 14 нефтеисследовательских центров в 7 странах.

## Деятельность за пределами Соединённых Штатов

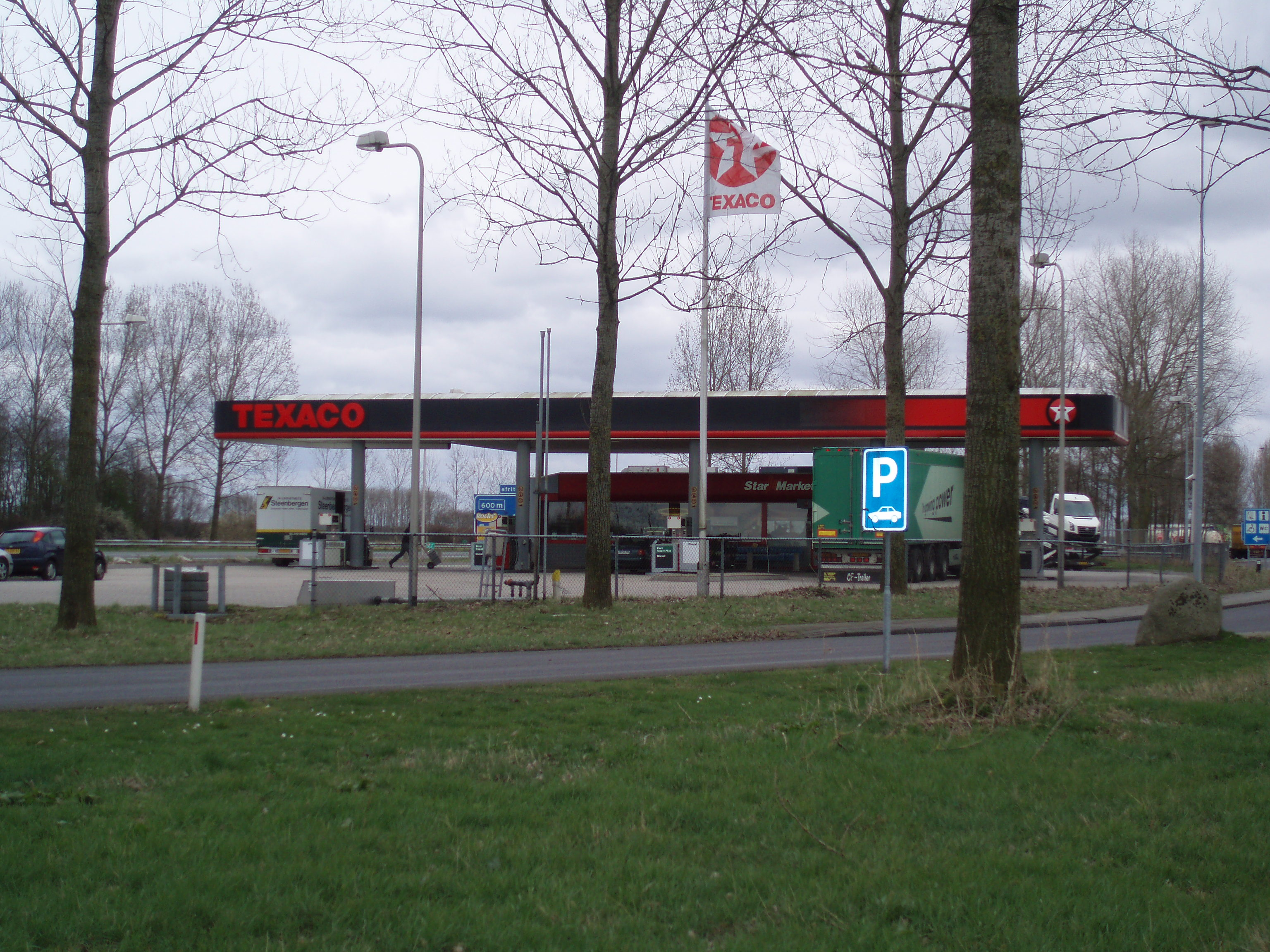
Заправочная станция в Нидерландах.

Станция ТО марки Texaco Арройо-Гранде, Калифорния 1977 год

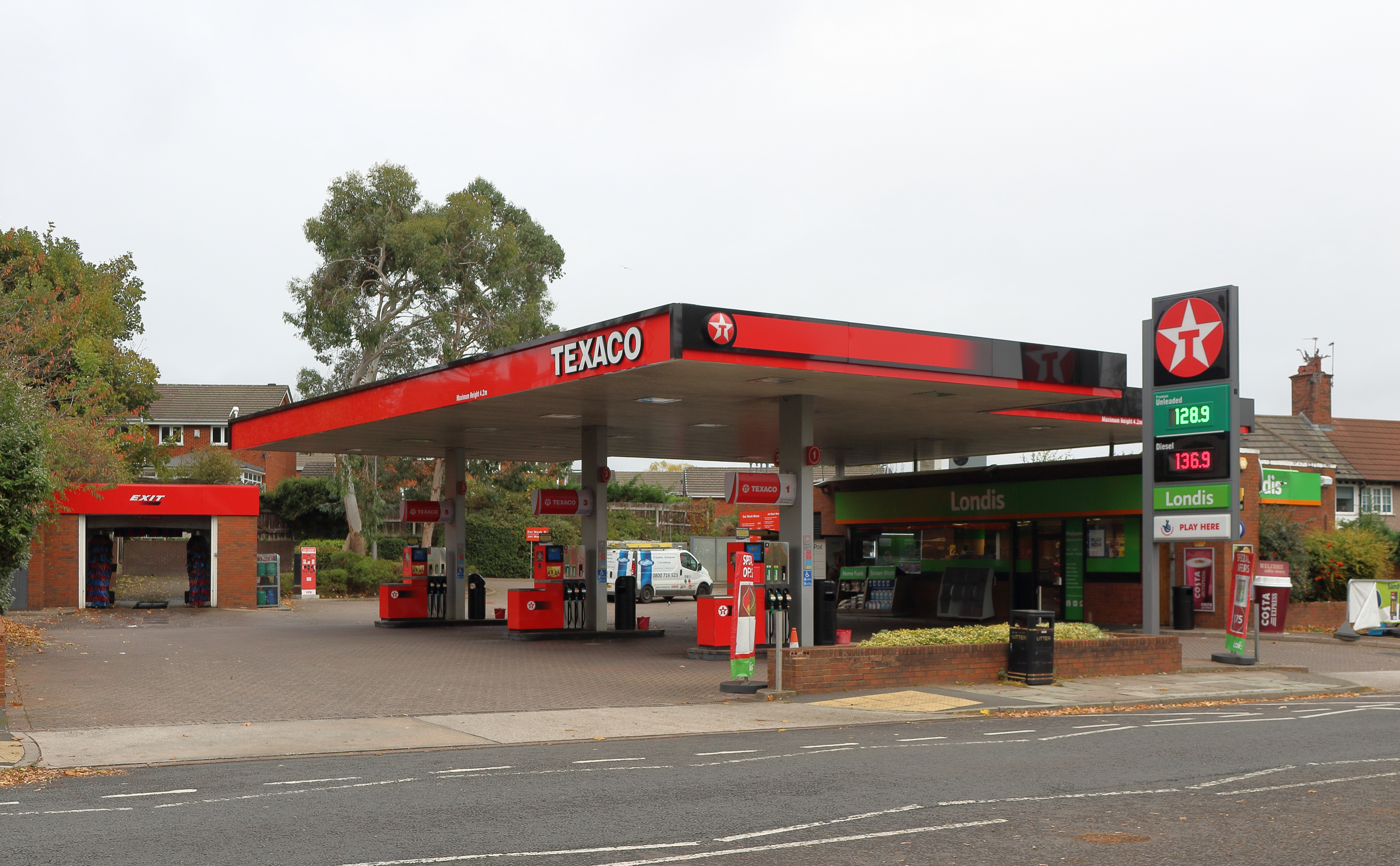
Заправка Texaco, Бебингтон Великобритания, 2018 год

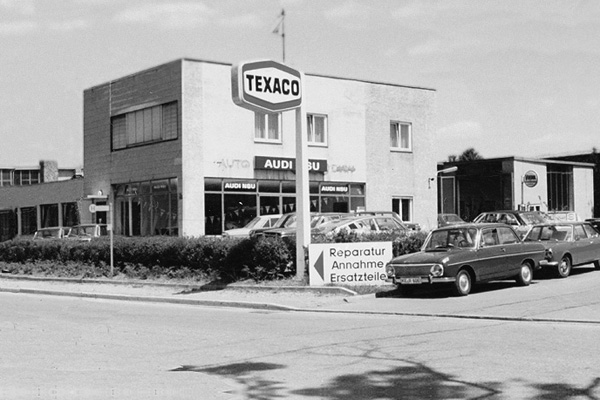
Станция Texaco в Кемптене Германия, 1960-е годы

С 1965 по 1993 год Texaco участвовала в консорциуме по разработке нефтяного месторождения Лаго-Агрио в Эквадоре. Компанию обвинили в нанесении значительного ущерба окружающей среде в результате этих операций, и ей предъявлены судебные иски как со стороны частных истцов, так и со стороны правительства Эквадора. Этот случай получил широкую огласку среди эко-активистов и стал темой документального фильма Джо Берлингера «Сырая вода» 2009 года.
В свою очередь, владелец Texaco-Chevron утверждает, что его несправедливо назвали ответчиком с глубокими карманами, тогда как реальная ответственность лежит на правительстве Эквадора и его национальной нефтяной компании Petroecuador.
Texaco якобы решила отказаться от своих стандартных методов бурения в пользу незначительной экономии на стоимости добычи барреля сырой нефти (приблизительно 3 доллара за баррель). Texaco якобы сбрасывала токсичные сточные воды прямо в реки, а так же сливала отходы в необлицованные ямы и создавала ямы, оборудованные переливными трубами, ведущими к близлежащим водным путям, причем ямы также никогда не опорожнялись после завершения буровых работ. В общей сложности, по оценкам, в тропические леса Амазонки было выброшено более 18 миллиардов галлонов токсичных отходов. Утверждается, что помимо жидкого загрязнения рабочие сжигали токсичные природные газы и некоторые жидкие отходы, выбрасывая в атмосферу высокотоксичные диоксины.
Примерно в 2003 году из-за отсутствия спроса Texaco закрыла нефтеперерабатывающий завод Refineria Panamá в Колоне, Панама. В июле 2004 года Chevron восстановила неисключительные права на торговую марку Texaco в США. В следующем году, в августе, Texaco представила присадку Techron в своем топливе в США и некоторых странах Латинской Америки.
В 2007 году представительство компании Делек в странах Бенилюкса взяло на себя маркетинговую деятельность Chevron в Бенилюксе, включая 869 заправочных станций, в основном под брендом Texaco.
В Польше концерн Texaco действует с 1990 года через компанию Batimex из Познани. В 1992 году была основана компания Texaco Marketing Polska.
1 декабря 1999 года концерн учредил Texaco Lubricants Polska.

## Исторические факты
Компания нелегально поставила франкистам, во время гражданской войны в Испании, невзирая на федеральный штраф, в общей сложности 3 500 000 баррелей (560 000 м3) нефти.
После начала Второй мировой войны в 1939 году генеральный директор Торкильд Рибер, поклонник Гитлера, нанял пронацистских помощников, которые телеграфировали в Берлин «закодированную информацию о кораблях, отправляющихся из Нью-Йорка в Великобританию, и о том, каковы были на них грузы». Этот шпионаж легко позволил Гитлеру уничтожить корабли. В 1940 году Рибер был вынужден уйти в отставку, когда его связи с немецким нацизмом и его незаконные поставки нефти фашистским силам во время гражданской войны в Испании были обнародованы газетой Herald Tribune на основе информации, предоставленной Британской координацией безопасности.
После 1945 года компания учередила сеть заправочных станций в американской оккупационной зоне в Австрии, в городах Линц, Вельс и Зальцбурге, а также в прилегающих районах, несмотря на очень низкий уровень автомобилизации в Австрии в те годы. 
В то время заправочные станции компании были инновацией, а система продаж и обслуживания вызывала фурор среди местного населения.
После вывода оккупационных войск США в 1955 году заправочные станции Texaco перешли другим компаниям. Затем бренд Texaco быстро исчез с австрийского рынка.